# Casting redatelj
Casting director je osoba koja je odgovorna za odabir glumaca te samim time kreira vizualni identitet i kvalitetu serije, filma ili kazališne predstave. Unutar svog kadra obično ima zaposlene ljude koji se brinu za epizodne uloge, kao i za statiste. Dijeli se na:
- Main casting director - određuje glavne uloge
- Episode roles casting - odabir sporednih uloga
- Extras casting - odabir statista